# جمعية البر والإحسان (بيروت)
جمعيَّة البرّ والإحسان هي جمعيَّة خيريَّة وقفيَّة إسلاميَّة بيروتيَّة، يقع مقرُّها في منطقة الطريق الجديدة. بدأت أنشطتها في أوائل ثلاثينيَّات القرن العشرين، وحصلت على رُخصتها القانونيَّة لمُمارسة أعمال الخير من الحُكُومة اللُبنانيَّة في ظل الانتداب الفرنسي، يوم 24 كانون الثاني (يناير) 1938م.
تأسَّست الجمعيَّة على يد ثُلَّة من أبناء منطقة الطريق الجديدة التي كانت ما تزال حديثة الاستيطان آنذاك، وفي مُقدِّمة هؤلاء: الحاج جميل الروَّاس، والحاج راشد الحوري، والصيدلي إسماعيل الشافعي. فكان المذكورون وغيرهم من سُكَّان المنطقة يرغبون بتحسين ومُعالجة أوضاع منطقتهم على الأصعدة الدينيَّة والاجتماعيَّة والاقتصاديَّة والتربويَّة، فجمعوا تبرُّعاتٍ لإقامة أوَّل مسجدٍ فيها، المعروف بِمسجد الإمام عليّ، واجتمعوا مع رئيس جمعية المقاصد الخيريَّة الإسلاميَّة مُفتي بيروت الشيخ مُصطفى نجا، لتأسيس مدرسةٍ جديدةٍ على مقرُبةٍ من المسجد، عُرفت لاحقًا بِمدرسة عُمر بن الخطَّاب أو مدرسة الفاروق، والسعي والإسهام في بناء مُستشفى في المنطقة، عُرفت فيما بعد بِمُستشفى المقاصد.
بدأت الجمعيَّة أعمالها في 19 تشرين الثاني (نوڤمبر) 1937م، وسُمِّيت بدايةً «جمعيَّة الطريق الجديدة لعمل البر والإحسان»، وفي السنة التالية حصلت على رُخصتها القانونيَّة كما أُسلف.
ولعلَّ أهم نشاطٍ تربويِّ لجمعيَّة البرّ والإحسان هو تأسيسها جامعة بيروت العربيَّة سنة 1960م، بدعمٍ كبيرٍ من رئيس الجُمهُوريَّة العربيَّة المُتحدة جمال عبد الناصر. ففي سنة 1957م، سافر جميل الروَّاس وإسماعيل الشافعي وراشد الحوري إلى مصر واجتمعوا بِعبد الناصر في سبيل طلب الدعم المالي والأكاديمي للمشروع العتيد، وعادوا بعدما حصلوا على المُوافقة، فتأسَّست الجامعة المذكورة بإنشاء كُلِّيتيّ الآداب والحُقُوق، وافتُتحت الدراسة فيها يوم 7 تشرين الثاني (نوڤمبر) 1960م. وفي يوم 26 كانون الأوَّل (ديسمبر) 1961م، اعترفت الحُكُومة اللُبنانيَّة بجامعة بيروت العربيِّة كمؤسسة خاصَّة للتعليم العالي بكُليَّاتها القائمة كافَّةُ بمُوجب قانون تنظيم التعليم العالي. وفيما بعد صارت الجامعة المذكورة المُؤسَّسة الوحيدة في بيروت ولُبنان التي تعتمد على التمويل الذاتي، ولا تلقى الدعم المالي من أيَّة جهةٍ عربيَّة أو أجنبيَّة أو لُبنانيَّة، وأغنى المُؤسَّسات البيروتيَّة واللُبنانيَّة من حيثُ الانتشار والعقارات المُوزَّعة في بيروت والدبيَّة وطرابُلس الشَّام والبقاع والإسكندريَّة، وملكيَّة هذه العقارات تعود لِوقف البر والإحسان.
وجمعيَّة البر والإحسان مُمثَّلة في مجلس أمُناء الجامعة، وفي مجلس الجامعة ولجانها المُختلفة. وقد حدَّد نظامها صلاحيَّات عديدة لِوقف البرِّ والإحسان، ممَّا أعطاه دورًا أساسيًا في مسيرة الجامعة مُنذُ إنشاء مجلسها الأعلى سنة 1985م.
كان للجمعيَّة بعض الأنشطة الخيريَّة الأُخرى على صعيد الوطن العربي، من أهمها التبرَّع بِمائة ألف جُنيه مصري مُواساةً ودعمًا لذوي الضحايا والمُصابين والمُتضررِّين من زلزال القاهرة سنة 1992م.